# Kassey Kallman
Kassey L. Kallman (* 6. Mai 1992 in Woodbury, Minnesota) ist eine US-amerikanische Fußballspielerin.

## Karriere

### Verein
Kallman begann ihre Karriere in der Saison 2009 beim W-League-Teilnehmer Minnesota Lightning, wo zu dieser Zeit bereits ihre beiden älteren Schwestern Krystle (* 1987) und Kylie (* 1989) spielten. Während ihres Studiums an der Florida State University spielte sie darauf von 2010 bis 2013 für die dortige Universitätsmannschaft der Florida State Seminoles und lief parallel dazu im Jahr 2013 für die Pali Blues auf, mit denen sie die W-League-Meisterschaft gewinnen konnte. Im Januar 2014 wurde Kallman beim College-Draft der NWSL in der ersten Runde an Position fünf von der Franchise des FC Kansas City unter Vertrag genommen und debütierte dort am 12. April 2014 im Heimspiel gegen den Sky Blue FC. Zur Saison 2015 wechselte sie gemeinsam mit ihrer Teamkollegin Morgan Marlborough zum Ligakonkurrenten Boston Breakers und verpasste in beiden darauffolgenden Jahren keine einzige Spielminute bei den Breakers. Zur Saison 2017 wechselte Kallman weiter zum Ligakonkurrenten Washington Spirit. Anfang 2018 legte sie eine Karrierepause ein.

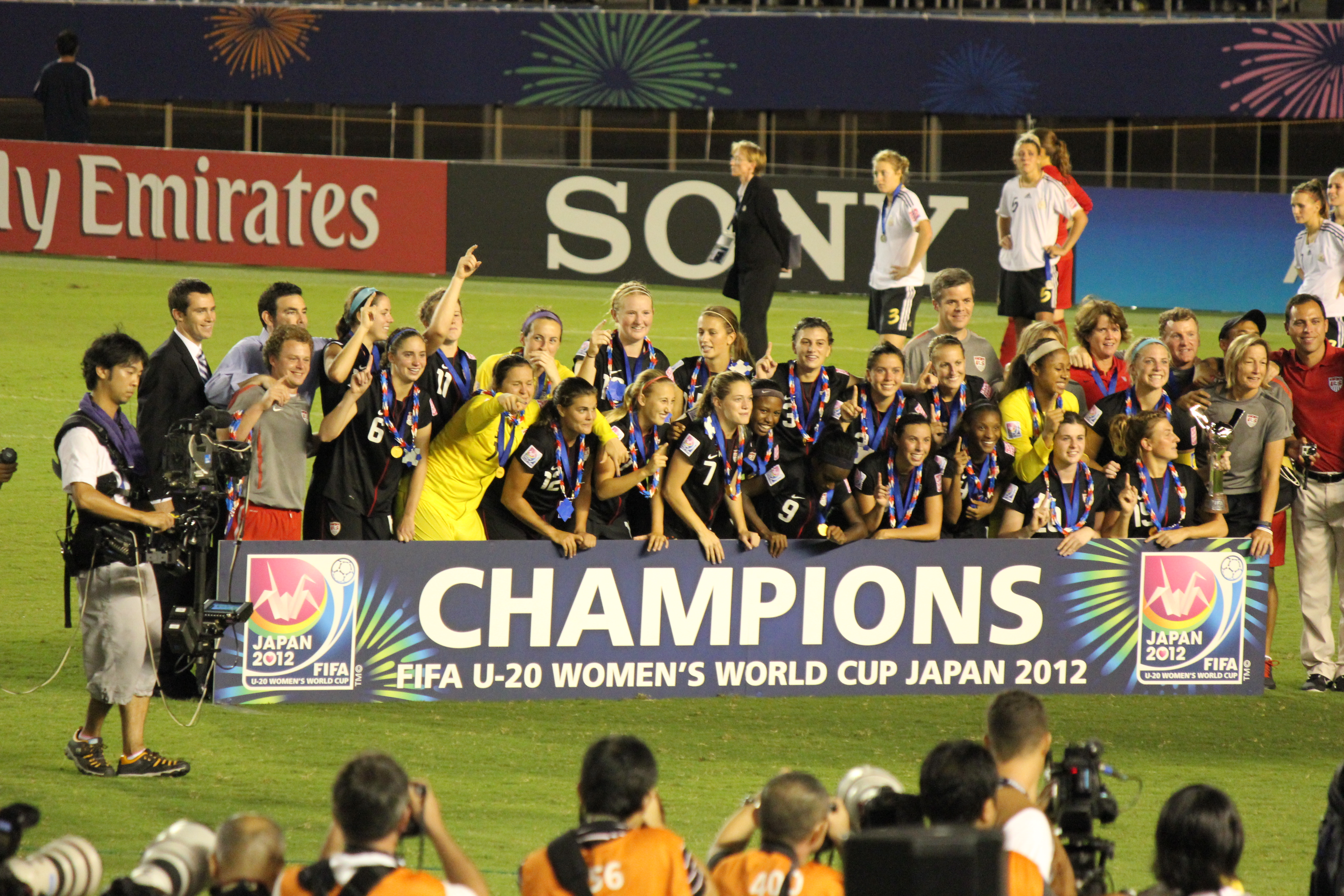
Die U-20 der Vereinigten Staaten nach dem Weltmeisterschaftsgewinn 2012

### Nationalmannschaft
Kallman debütierte im Jahr 2011 in der U-20-Nationalmannschaft des US-amerikanischen Fußballverbandes und gewann mit dieser die Weltmeisterschaft 2012. 2013 kam sie erstmals in der US-amerikanischen U-23 zum Einsatz und nahm mit dieser am Sechs-Nationen-Turnier 2014 in La Manga teil.

## Erfolge
- 2012: Gewinn der U-20-Weltmeisterschaft
- 2013: Gewinn der W-League-Meisterschaft (Pali Blues)
- 2014: Gewinn der NWSL-Meisterschaft (FC Kansas City)

## Privates
Kallmans älterer Bruder Brian (* 1984) ist ebenfalls professioneller Fußballspieler und lief unter anderem für die Franchises Minnesota Thunder und Minnesota United auf. Sie ist mit dem Fußballspieler Eric Miller verlobt.